# Leovo Brdo
Leovo Brdo este un sat din comuna Pljevlja, Muntenegru. Conform datelor de la recensământul din 2003, localitatea are 24 de locuitori (la recensământul din 1991 erau 51 de locuitori).

## Demografie
În satul Leovo Brdo locuiesc 22 de persoane adulte, iar vârsta medie a populației este de 55,6 de ani (54,8 la bărbați și 56,4 la femei). În localitate sunt 11 gospodării, iar numărul mediu de membri în gospodărie este de 2,18.
Această localitate este populată majoritar de sârbi (conform recensământului din 2003).
|  |

| Demografie | Demografie | Demografie |
| An         | Locuitori  | Locuitori  |
| ---------- | ---------- | ---------- |
|            |            |            |
|            |            |            |
|            |            |            |
|            |            |            |
| 1948       | 51         |            |
| 1953       | 67         |            |
| 1961       | 66         |            |
| 1971       | 83         |            |
| 1981       | 68         |            |
| 1991       | 51         | 48         |
| 2003       | 27         | 24         |

| \| Componența etnică conform recensământului din 2003[2] \| Componența etnică conform recensământului din 2003[2] \| Componența etnică conform recensământului din 2003[2] \| Componența etnică conform recensământului din 2003[2] \| Componența etnică conform recensământului din 2003[2] \| \| ----------------------------------------------------- \| ----------------------------------------------------- \| ----------------------------------------------------- \| ----------------------------------------------------- \| ----------------------------------------------------- \| \| \| \| \| \| \| \| Sârbi \| Sârbi \| \| 19 \| 79,16% \| \| Musulmani \| Musulmani \| \| 5 \| 20,83% \| \| necunoscută \| necunoscută \| \| 0 \| 0% \| |             |  |    |        |
| Componența etnică conform recensământului din 2003 |             |  |    |        |
| |             |  |    |        |
| Sârbi | Sârbi       |  | 19 | 79,16% |
| Musulmani | Musulmani   |  | 5  | 20,83% |
| necunoscută | necunoscută |  | 0  | 0%     |